# Деймон Галгут
Деймон Галгут (англ. Damon Galgut, нар. 12 листопада 1963 року) — південноафриканський драматург і прозаїк-новеліст. Він був удостоєний Букерівської премії 2021 року за роман «Обіцянка». Раніше він входив у шорт-лист Букерівської премії в 2003 та 2010 роках.

## Раннє життя та освіта
Галгут народився 12 листопада 1963 року в Преторії, Південна Африка. Його батько був євреєм, а мати прийняла юдаїзм. У шість років у нього діагностували лімфому.
Галгут навчався у Преторійській середній школі для хлопчиків, зарахований у 1981 році. Потім Галгут вивчав драму в університеті Кейптауна.

## Літературна кар'єра
Галгут написав свій перший роман «Безгрішний сезон» (1982), коли йому було 17 років. Його наступна книга, збірка оповідань під назвою «Мале коло істот» (1988), включає однойменну новелу, яка описує боротьбу матері з хворобою сина. «Красивий крик свиней» (1991) отримав літературну премію Центрального інформаційного агентства у 1992 році. «Кар'єр» (1995) став повнометражним фільмом, який вийшов у 1998 році. У 2020 році вийшла друга версія повнометражного фільму.
Однак лише після публікації книги «Хороший лікар» у 2003 році Галгут досяг значно ширшої читацької аудиторії. Історія двох контрастних персонажів у віддаленій сільській лікарні в Південній Африці після апартеїду , «Хороший лікар» була з ентузіазмом сприйнята критиками. У 2003 році вона увійшла в шорт-лист Букерівської премії, а також отримала премію письменників Співдружності за найкращу книгу: Африка (2003).
Його роман «У дивній кімнаті» увійшов у шорт-лист Букерівської премії за художню літературу 2010 року. Рецензуючи роман у The Guardian, Ян Морріс написала: "Я сумніваюся, що якась книга 2010 року міститиме більше пам'ятних спогадів про місце, ніж «У дивній кімнаті».
Його роман «Обіцянка» отримав Букерівську премію 2021 року. Галгут є третім письменником з Південної Африки, який отримав Букерівську премію, після Надін Гордімер і Дж. М. Кутзее, який двічі перемагав. Він каже, що тема книги — час. Оригінальна ідея виникла з розмови з другом, який є останнім вижившим членом його сім'ї, він розповів Галгуту про похорони матері, батька, брата та сестри.
Окрім романів, Галгут написав кілька п'єс. На момент перемоги в Букері Галгут працював над збіркою оповідань.

## Особисте життя
Галгут — гей, і він заявив, що це змушує його зосередитися на стосунках, орієнтованих на чоловіків, у своїх творах. Галгут вважає, що оповідання Роальда Даля «Свиня» справило найбільший вплив на його творче життя.
Він жив у Кейптауні з початку 1990-х років. Він захоплений мандрівник і, по суті, написав велику частину «Хорошого лікаря» в готелі в Гоа. Він описує себе як «одержимого» йогою і деякий час не мав авто та телевізора. Галгут «фетишує з канцелярським приладдям» і спочатку пише рукою в зошиті, а не на друкарській машинці чи комп'ютері. Після двох повних чернеток він переносить роботу на комп'ютер. Він використовував особливу авторучку Parker з панцирною черепахою, коли йому було близько 20 років.

## Праці

### Романи
- A Sinless Season (Jonathan Ball, 1982)[29]
- Small Circle of Beings (Lowry Publishers, 1988)[29]
- The Beautiful Screaming of Pigs (Scribner, 1991;[29] 1992 CNA Award[29])
- The Quarry (Viking, 1995)[29]
- The Good Doctor (Grove Press, 2004)[29]
- The Impostor (Atlantic Books, 2008)[30]
- In a Strange Room (Atlantic Books, 2010)[31]
- Arctic Summer (2014)[32]
- The Promise (2021)[33]

### П'єси
- Echoes of Anger (1983)[34]
- Party for Mother[34]
- Alive and Kicking[34]
- The Green's Keeper[34]